# Symbols
Symbols (с англ. — «Символы») — десятый студийный альбом германо-американской индастриал-рок-группы KMFDM, выпущенный в 1997 году лейблом Wax Trax! Records; ремастерированное издание альбома было выпущено в 2007 году по линии лейбла Metropolis Records.

## Обзор
Записанный в Сиэтле, альбом стал первым релизом группы с участием Тима Шёльда; хотя последний появился на альбоме только как гостевой музыкант, он стал впоследствии полноправным членом группы, приняв участие в записи альбомов Adios и Attak.
По словам фронтмена группы Саши Конецко, «название» альбома не несёт в себе особого значения, будучи изначально лишь идеей для названия, возникшей среди группы задолго по выпуска альбома. По словам же Эн Эша, идея для «названия» альбома возникла под влиянием комиксов, где схожим образом – посредством спецсимволов – замещаются ругательства. Символы с обложки альбома появляются также в тексте песни «Down and Out» на буклете альбома; на записи соответствующий момент замещён «запикиванием»; в тексте на сайте KMFDM символы замещены словом «SYMBOLS».
Песни «Megalomaniac», «Anarchy», and «Leid und Elend» были лицензированы для игры Test Drive 5. «Megalomaniac» вошла также в саундтрек фильма «Смертельная битва 2: Истребление»; песня «Anarchy» вошла в немецкое издание саундтрека к фильму «Затерянные в космосе».
Песни «Stray Bullet» и «Waste» получили внимание СМИ в связи с массовым убийством в школе «Колумбайн»; текст этих песен был опубликованы на личном сайте Эрика Харриса — одного из убийц; эта же песня шла фоном к видеоклипу, выложенному Пекка-Эриком Аувиненом перед массовым убийством в Йокела.

## Оценки критиков
Энди Хиндс из Allmusic дал альбому смешанный отзыв, полагая некоторые идеи группы всё более повторяющимися, но признаёт работу над программированием и качество продюсерской работы; Хиндс отмечает участие в записи Нивека Огра и Тима Шёльда, комментируя, что группе удаётся поддерживать свежесть своего звучания за счёт привлечения гостевых музыкантов. В целом, рецензент оценивает альбом как «хорошее место для начинающих», но также сказал, что постоянно следящих за творчеством KMFDM ждут «некоторые сюрпризы». Обозреватель газеты Chicago Sun-Times Кевин Уильямс называет песню «Megalomaniac» «невероятной и неудержимой» в качестве открывающего трека; по словам Уильямса, успех альбома может вылиться в «захват KMFDM всей электронной сцены».

## Список композиций
| №                   | Название            | Текст песни                    | Музыка                       | Длительность |
| ------------------- | ------------------- | ------------------------------ | ---------------------------- | ------------ |
| 1.                  | «Megalomaniac»      | Эн Эш [англ.] Саша Конецко     | Конецко Гюнтер Шульц [англ.] | 6:07         |
| 2.                  | «Stray Bullet»      | Эш Конецко                     | Конецко Шульц                | 5:32         |
| 3.                  | «Leid und Elend»    | Эш Конецко                     | Конецко Шульц                | 6:10         |
| 4.                  | «Mercy»             | Эш Конецко                     | Эш Конецко Шульц             | 5:00         |
| 5.                  | «Torture»           | Нивек Огр                      | Конецко                      | 7:04         |
| 6.                  | «Spit Sperm»        | Рэймонд Уоттс                  | Эш Конецко Шульц             | 4:46         |
| 7.                  | «Anarchy»           | Тим Шёльд                      | Эш Конецко Билл Рифлин Шульц | 5:35         |
| 8.                  | «Down and Out»      | Эш Конецко Эбби Тревис [англ.] | Эш Конецко Шульц             | 6:40         |
| 9.                  | «Unfit»             | Уоттс                          | Эш Конецко Шульц             | 6:01         |
| 10.                 | «Waste»             | Конецко Трэвис                 | Эш Конецко Рифлин Шульц      | 3:39         |
| Общая длительность: | Общая длительность: | Общая длительность:            | Общая длительность:          | 56:34        |

## Участники записи
- Саша Конецко — программирование, вокал (1–6, 8, 10), ударные (7, 8)
- Эн Эш[англ.] — вокал (1–6, 8, 10), перкуссия (2, 7, 8), слайд-гитара (2), тарелка (4, 6), бубен (4), гитара (6, 9), программирование (7–10), фортепиано (10)
- Гюнтер Шульц[англ.] — гитара, программирование (2, 4, 9), бэк-вокал (6, 10), перкуссия (7, 8)
- Эбби Тревис[англ.] — вокал (1, 2, 4, 7, 8, 10), бас-гитара (6)
- Мишель Бассин — гитара (4, 7-9), перкуссия (7)
- Билл Рифлин — ударные (6, 10), программирование (7, 10), перкуссия (7)
- Рэймонд Уоттс[англ.] — вокал (6, 9)
- Эми Денио[англ.] — саксофон (8)
- Нивек Огр — вокал (5)
- Тим Шёльд — вокал (7)